# Sielsowiet Piszczaława
Sielsowiet Piszczaława (biał. Пішчалаўскі сельсавет, Piszczałauski sielsawiet; ros. Пищаловский сельсовет) – sielsowiet na Białorusi, w obwodzie witebskim, w rejonie orszańskim, z siedzibą w Piszczaławie.

## Demografia
Według spisu z 2009 sielsowiet Piszczaława zamieszkiwało 816 osób, w tym 746 Białorusinów (91,42%), 59 Rosjan (7,23%), 2 Ukraińców (0,23%), 2 Niemców (0,23%), 2 Łotyszy (0,23%), 1 Polak (0,12%) i 4 osoby innych narodowości.

## Geografia i transport
Sielsowiet położony jest na Wysoczyźnie Orszańskiej, części Grzędy Białoruskiej, w centralnej części rejonu orszańskiego i na północny zachód od stolicy rejonu Orszy, z którą graniczy.
Przez sielsowiet przebiegają droga magistralna M1 oraz linie kolejowe Moskwa – Brześć, Witebsk – Orsza oraz Orsza – Lepel.

## Miejscowości
- wsie:
  - 10-y Błok Post
  - Antawil
  - Asinauka
  - Bahrynawa
  - Baradzino
  - Chłusawa
  - Drybina
  - Hadawiczy
  - Harodnia
  - Jelina
  - Korawa
  - Małyja Lipki
  - Masiejeuka
  - Maszkowa
  - Mażejeuka
  - Muchanawa
  - Niemierawa
  - Papouka
  - Piszczaława
  - Słabada